# Won't Stand Down
Singles de Muse
Pressure
(2018) Compliance
(2022)
Won't Stand Down est le premier extrait de Will of the People, neuvième album du trio britannique Muse sorti le 13 janvier 2022. Il est le 43e single de la discographie du groupe. Il a été enregistré en 2021 au studio Abbey Road à Londres avec le reste de l'album.

## Histoire de la chanson
Un premier extrait de la chanson est diffusé pour la première par Matt Bellamy dans un live Instagram sur le compte du groupe, le 26 décembre 2021.
La date de sortie du single et la pochette sont dévoilée le 7 janvier 2022, une semaine avant la sortie du morceau.

## Le morceau

### L'artwork
L'artwork de Won't Stand Down représente le personnage de Kueen, vêtu d'une toge noire à capuche et un masque métallique couvrant tout son visage survolant  dix disciples casqués. Le nom du groupe est inscrit au centre, sous lequel se trouve le nom du morceau ainsi qu'un monogramme formé par la superposition des lettres W, O, T et P, initiales du titre de l'album, Will of the People. Ce monogramme se retrouve également sur les costumes des disciples dans le clip.

### Sonorités et thématiques
Le morceau a des sonorités rock et heavy metal. Il est décrit comme le plus heavy de la discographie du groupe. Il alterne une rythmique saccadée au synthé et guitare et des riffs metal. Le chant est assuré par Matt Bellamy et les chœurs par le bassiste, Christopher Wolstenholme.
D’après Matthew Bellamy dans le magazine Metalzone, « “Won’t Stand Down est une chanson qui parle de se défendre contre les brutes, que ce soit dans la cour de récréation, au travail ou ailleurs. [Cette chanson parle de] se protéger de la coercition et de la manipulation sociopathique et d’affronter l’adversité avec force, confiance et agressivité.” »,.

## La vidéo
Le clip sort le 13 janvier 2022, jour de la sortie mondiale du morceau. Il est réalisé par Jared Hogan et tourné à Kiev en Ukraine.

## Classements hebdomadaires
| Classement (2022)                         | Meilleure position |
| ----------------------------------------- | ------------------ |
| Canada (Canadian Singles Chart)           | 41                 |
| États-Unis (Hot Rock & Alternative Songs) | 27                 |
| États-Unis (Rock & Alternative Airplay)   | 3                  |
| France (SNEP)                             | 118                |
| Royaume-Uni (UK Singles Chart)            | 56                 |
| Royaume-Uni (UK Rock Chart)               | 1                  |
| Suisse (Schweizer Hitparade)              | 46                 |